# Райс (тауншип, Миннесота)
Райс (англ. Rice) — тауншип в округе Клируотер, Миннесота, США. На 2000 год его население составило 134 человека.

## География
По данным Бюро переписи населения США площадь тауншипа составляет 93,4 км², из которых 90,4 км² занимает суша, а 3,0 км² — вода (3,19 %).

## Демография
По данным переписи населения 2000 года здесь находились 134 человека, 56 домохозяйств и 39 семей. Плотность населения —  1,5 чел./км². На территории тауншипа расположено 101 построек со средней плотностью 1,1 построек на один квадратный километр. Расовый состав населения: 86,57 % белых, 0,75 % афроамериканцев и 12,69 % коренных американцев.
Из 56 домохозяйств в 26,8 % воспитывались дети до 18 лет, в 60,7 % проживали супружеские пары, в 7,1 % проживали незамужние женщины и в 28,6 % домохозяйств проживали несемейные люди. 26,8 % домохозяйств состояли из одного человека, при том 14,3 % из — одиноких пожилых людей старше 65 лет. Средний размер домохозяйства — 2,39, а семьи — 2,90 человека.
23,1 % населения — младше 18 лет, 9,0 % — в возрасте от 18 до 24 лет, 22,4 % — от 25 до 44, 26,9 % — от 45 до 64, и 18,7 % — старше 65 лет. Средний возраст — 43 года. На каждые 100 женщин приходилось 106,2 мужчин. На каждые 100 женщин старше 18 приходилось 106,0 мужчин.
Средний годовой доход домохозяйства составлял 19 583 доллара, а средний годовой доход семьи —  27 500 долларов. Средний доход мужчин —  16 875  долларов, в то время как у женщин — 14 375. Доход на душу населения составил 10 349 долларов. За чертой бедности находились 22,9 % семей и 34,2 % всего населения тауншипа, из которых 63,2 % младше 18 и 18,2 % старше 65 лет.